# Bobrowniki (Slesia)
Bobrowniki è un comune rurale polacco del distretto di Będzin, nel voivodato della Slesia.
Ricopre una superficie di 51,99 km² e nel 2004 contava 11 249 abitanti.